# Miguel Chaves
Miguel Chaves, född den 10 februari 1955, är en spansk landhockeyspelare.
Han tog OS-silver i herrarnas landhockeyturnering i samband med de olympiska landhockeytävlingarna 1980 i Moskva.